# Slepoj muzykant
Slepoj muzykant (russisk: Слепой музыкант, da.: Den blinde musiker) er en sovjetisk spillefilm fra 1960 instrueret af Tatjana Lukasjevitj.

## Medvirkende
- Boris Livanov som Maksim Jatsenko
- Vasilij Livanov som Pjotr
- Marina Strizjenova som Anna Mikhajlovna
- Larisa Kurdymova som Evelina
- Jurij Puzyrjov som Joachim